# Nicholas Riasanovsky
Nicholas Valentinovitch Riasanovsky est un historien américain, spécialiste de la Russie, né le 21 décembre 1923 à Harbin et mort le 14 mai 2011 à Oakland,. Il est professeur à l'université de Californie à Berkeley pendant quarante ans.

## Biographie

### Origines
Il est le fils de Valentin Riasanovski, avocat russe, exilé à Kharbin après la révolution de 1917, et d'Antonina Fedorovna Podgorinova (ou Podgozinova ?), enseignante de russe (université d'Oregon) et nouvelliste (elle remporte, en 1940, pour son roman The Family publié sous son pseudonyme Nina Fedorova, le prestigieux prix de l'Atlantic Monthly). Ils émigrent de Chine aux États-Unis en 1938. Antonina Podgorinova est née en 1895 à Lokhvitsa (Empire russe) et morte en 1985 à Oakland (Californie).[réf. nécessaire]

### Études
Riasanovsky sort diplômé de l'université d'Oregon en 1942, il obtient un master de l'université Harvard en 1947, où il étudie sous la direction de Michael Karpovich, et son doctorat de l'université d'Oxford en 1949.

### Carrière
Riasanovski enseigne l'histoire russe pendant quarante ans à l'université de Californie (Berkeley), de 1957 à 1997, date à laquelle il prend sa retraite. Il est nommé professeur émérite de UC Berkeley. 
Spécialiste de Nicolas Ier, Riasanovsky est principalement connu comme l'auteur d'une Histoire de la Russie dont la première édition date de 1963. Cet ouvrage est depuis devenu un classique de l'histoire de la Russie et en est à sa huitième édition,.

## Publication en français
- Nicholas V. Riasanovsky (trad. de l'anglais par André Berelowitch), Histoire de la Russie : Des origines à 1996, Paris, Robert Laffont, coll. « Bouquins », 1994 (1re éd. 1962), 872 p. (ISBN 978-2-221-08399-4)